# KV46
Situé dans la vallée des Rois, dans la nécropole thébaine sur la rive ouest du Nil face à Louxor en Égypte, KV 46 est le tombeau du couple Youya et Touya.
Jusqu'à la découverte du tombeau de Toutânkhamon (KV 62) en 1922, c'était le tombeau le mieux préservé de la vallée. On y découvrit les sarcophages quasiment intacts avec les momies à l'intérieur.

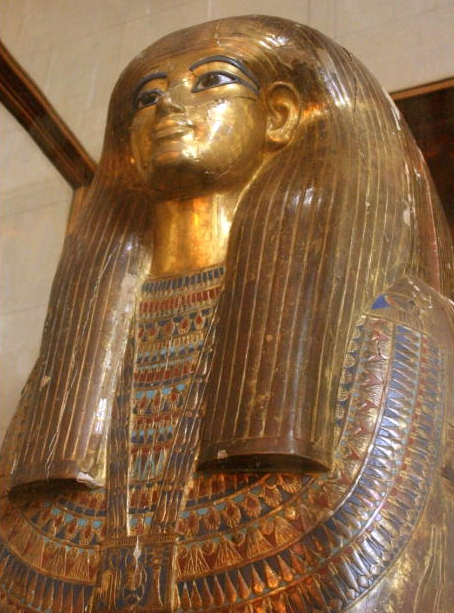
Troisième sarcophage intérieur de Youya
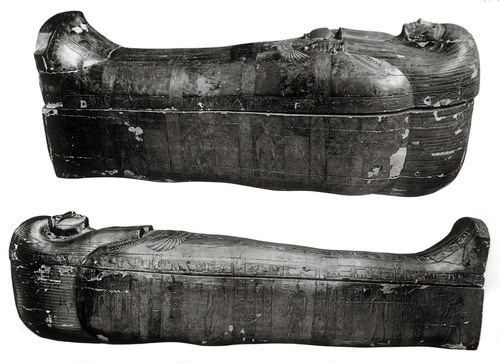
Sarcophages intérieurs de Youya